# Croton bresolinii
Espèce
Croton bresolinii est une espèce de plantes à fleurs du genre Croton et de la famille des Euphorbiaceae, présente au sud du Brésil (Santa Catarina).